# Lista najwyższych budynków w Cleveland
Cleveland jest dużym miastem w USA. W mieście tym znajduje się obecnie
18 budynków przekraczających 100 metrów wysokości. Trwa budowa siedziby Sherwin-Williams Headquarters o wysokości 188 metrów.

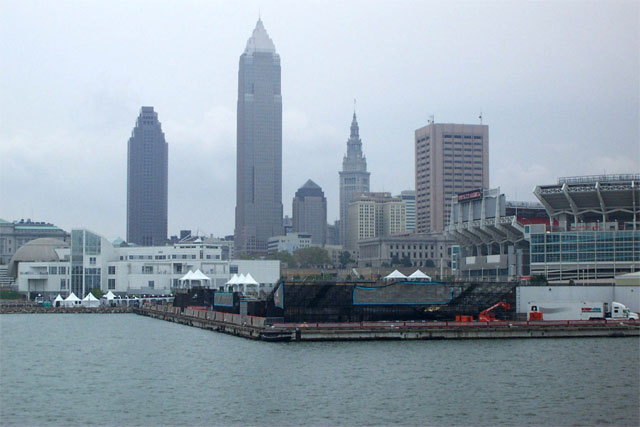
Od lewej: BP Tower, Key Tower, Terminal Tower, Justice Center

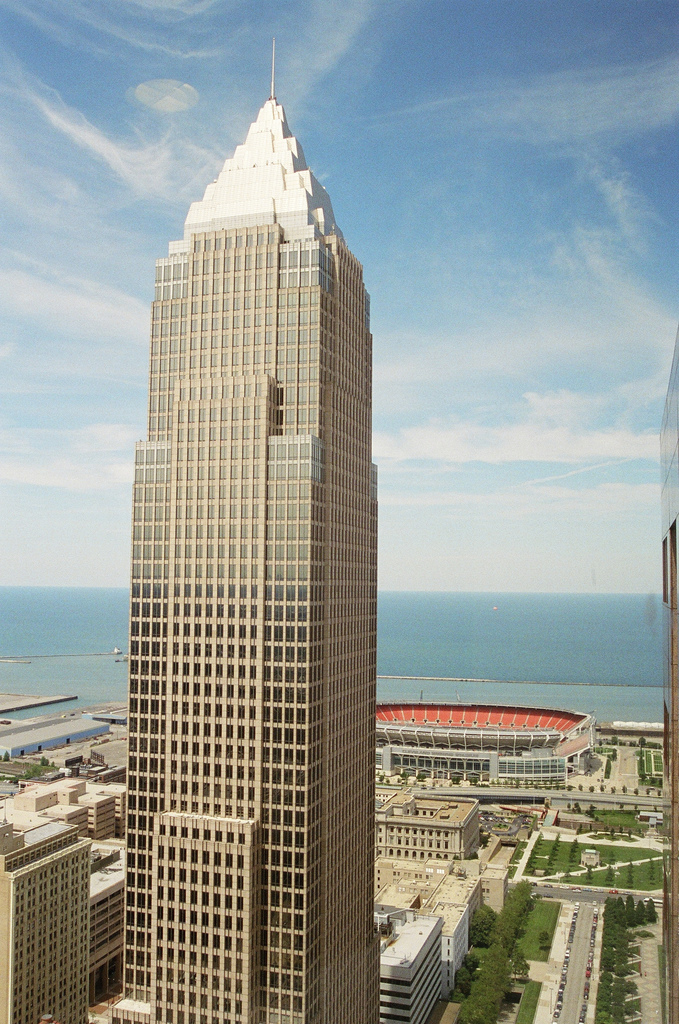
Key Tower

## 10 najwyższych
| Ranking | Budynek                                | Wysokość strukturalna | Liczba pięter | Rok budowy |
| ------- | -------------------------------------- | --------------------- | ------------- | ---------- |
| 1.      | Key Tower                              | 288,6 m               | 57            | 1991       |
| 2.      | Terminal Tower                         | 215,8 m               | 52            | 1930       |
| 3.      | 200 Public Square                      | 200,6 m               | 45            | 1985       |
| 4.      | Tower at Erieview                      | 161,0 m               | 40            | 1964       |
| 5.      | One Cleveland Center                   | 137,0 m               | 31            | 1983       |
| 6.      | Fifth Third Center                     | 135,9 m               | 27            | 1991       |
| 7.      | Carl B. Stokes Federal Courthouse      | 131,3 m               | 23            | 2002       |
| 8-9.    | Justice Center                         | 128,0 m               | 26            | 1977       |
| 8-9.    | Anthony J. Celebrezze Federal Building | 128,0 m               | 31            | 1967       |
| 10.     | PNC Center                             | 125,0 m               | 35            | 1980       |